# تعاون تسويقي
يعني التعاون التسويقي شراكةً بين شركتين على الأقل على مستوى سلسلة القيمة للتسويق بهدف استثمار الإمكانيات الكاملة لسوق ما عبر تجميع قدرات أو موارد محددة. من المصطلحات الأخرى المستخدمة للدلالة على التعاون التسويقي: التحالف التسويقي، والشراكة التسويقية، والتسويق التعاوني، والتسويق المتقاطع. يُسمى اتحادًا في بعض الأوقات أيضًا.
التعاونات التسويقية فكرة حكيمة وقتما يمكن دمج الأهداف التسويقية لشركتين مع مقياس أداء متماسك بالنسبة للمستهلك النهائي. تخلق التعاونات التسويقية الناجحة حالات من «فوز ثلاثة الأطرف» التي لا تمنح قيمة لكلا الشركتين المتشاركتين فحسب، بل لعملائها أيضًا.
توسع التعاونات التسويقية منظور التسويق. في حين تتعامل معايير التسويق مع التنظيم الأمثل للعلاقة بين شركة ما وعملائها الحاليين والمحتملين، تدقق التعاونات التسويقية في إلى أي مدى يمكن لضم شريكٍ المساهمة في تحسين العلاقة بين الشركات وعملائها.
في السنوات الأخيرة، تزايدت شعبية التعاونات التسويقية بين العلامات التجارية ومزايا الترفيه. عادة ما ينطوي هذا على تبادل أدنى لحقوق الاسم والصورة نيابة عن استوديو أفلام ما مقابل التزام إعلاني محدد من العلامة التجارية الشريكة.

## أهميته
تزايدت أهمية التعاون التسويقي بصورة جسيمة عبر السنوات القليلة الماضية: إذ تعتبر الشركات الشراكة وسيلة فعالة لاستغلال إمكانيات النمو التي لا يمكنها تحقيقها بمفردها. في موجة الاندماج والاستحواذ الكبيرة في أواخر التسعينيات، صار واضحًا أن التعاونات (لا سيما على مستوى سلسلة القيمة للتسويق) غالبًا ما تقدم نهجًا أكثر مرونة مع عامل نمو أكثر مباشرة من دمج أو شراء كيانات تجارية كاملة.
تظهر الدراسات أن الشركات تدرك الأهمية والإمكانيات المتزايدة للتعاونات.

## أهدافه
هناك خمسة أهداف رئيسية للتعاون التسويقي:
- بناء و/ أو تعزيز العلامة التجارية/ الصورة/ التجارة عبر تنفيذ تدابير اتصال متبادلة أو مشتركة.
- الوصول إلى أسواق/ عملاء جدد عبر مخاطبة عملاء شريك التعاون مباشرة من خلال استخدام نقاط التوزيع الخاصة به.
- زيادة ولاء العميل عبر توجيه عروض قيمة مضافة من الشريك لعملاء الشركة، وهو أمر عادة ما يكون مفيدًا في بناء المجتمع.
- خفض تكاليف التسويق عبر تجميع أو تبادل التدابير التسويقية.
- قياس القيمة المحتملة لأصل غير ملموس من خلال كمية المستهلكين المستعدين لدفع الزيادة.

يصف موقع شركة ثري إم القيمة التي يرونها في التسويق المشترك كما يلي:
يشير التسويق المشترك إلى أي حال يُصنع فيه المنتَج عبر شركة ما ويُوزع عبر شركة أخرى. يستثمر كلا الطرفين في أموال التتجير. يختلف التسويق المشترك عن المشروع المشترك في أنه يتعامل مع أموال التتجير والتسويق، بدلًا عن رأس المال. ترتبط أهمية كل شعار عمومًا باستخدامه بصفته مساهمًا أساسيًا أو ثانويًا. يختلف التسويق المشترك عن العلاقات مع الجهات الخارجية لأن كلا العلامتين التجاريتين ظاهر على المنتَج نفسه. عادةً في العلاقات مع الجهات الخارجية، تظهر كلا العلامتين التجاريتين على المطبوعات ومواد المبيعات، لكن يظهر المُصنّع وحده على المنتَج.